# Eremias persica
Eremias persica är en ödleart som beskrevs av Blanford 1875. Eremias persica ingår i släktet löparödlor och familjen lacertider. Inga underarter finns listade i Catalogue of Life.
Arten förekommer i centrala Asien från Turkmenistan till Iran och Pakistan. Den hittas ofta i bergstrakter. Honor lägger ägg.